# Dipteronia
Genre
Classification APG III (2009)
Les Dipteronia sont un genre de plantes dicotylédones appartenant à la famille des sapindacées originaire de Chine centrale  et méridionale. Ce genre formait anciennement avec le genre des érables (genre Acer), avec lequel il est étroitement lié, la famille des Acéracées. Ce sont de grands arbustes (10 à 15 m), à feuilles composées caduques à grands faisceaux, à fruits ailés virant au rouge à maturité.

## Espèces
Selon NCBI (28 août 2010) :
- Dipteronia brownii, éteinte datant de l'Éocène (État de Washington).
- Dipteronia dyeriana (Yunnan, Guizhou)
- Dipteronia sinensis (du Henan au Sichuan), cette espèce est commercialisée comme plante ornementale.

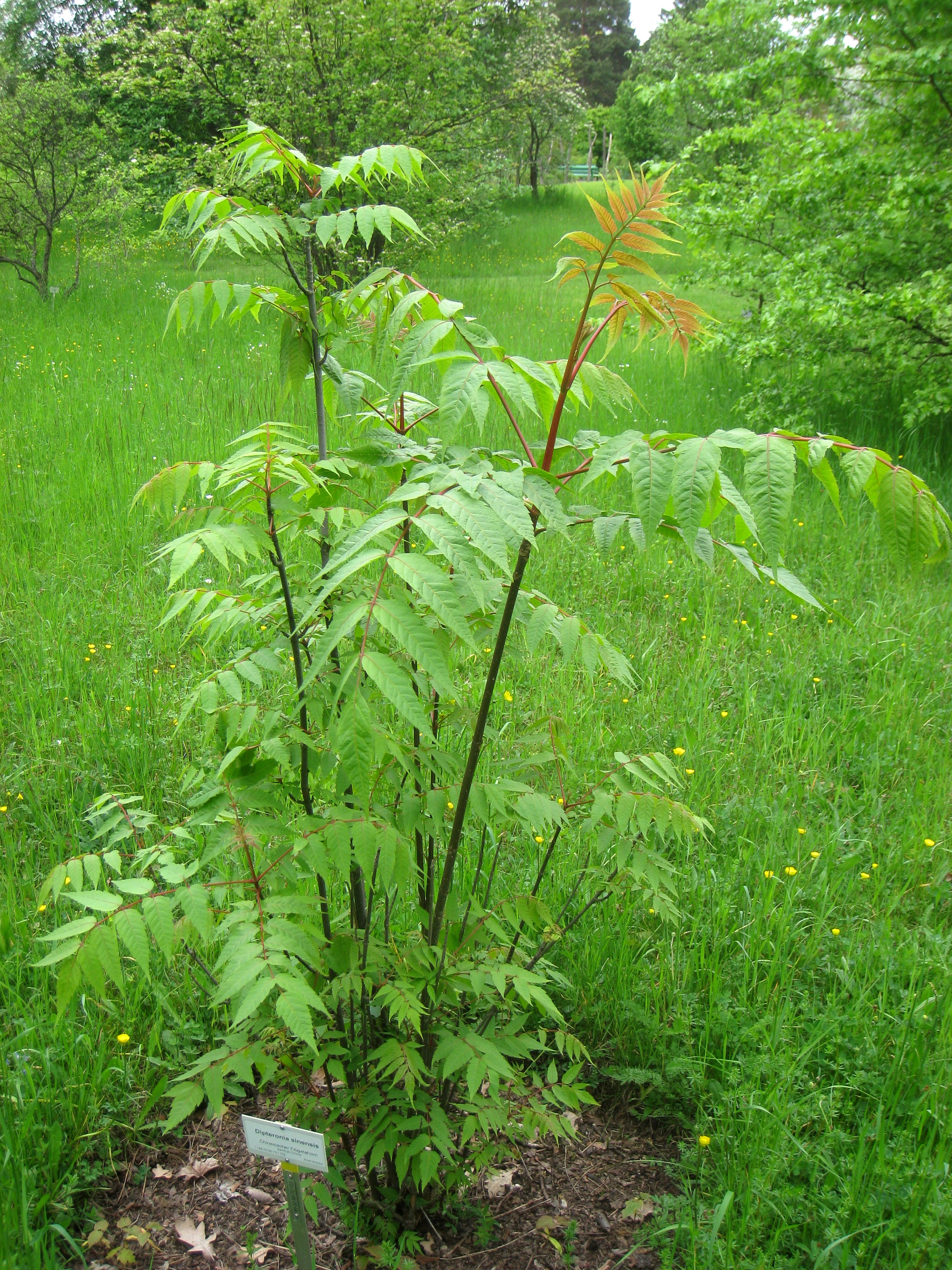
Dipteronia sinensis